# Parque Nacional Guaricana
O Parque Nacional Guaricana é um parque nacional brasileiro localizado no Paraná. Criado para proteger remanescentes de Mata Atlântica na Serra do Mar paranense. Mesmo não sendo totalmente implementado, já apresenta intensa visitação.